# Eulogius Schneider

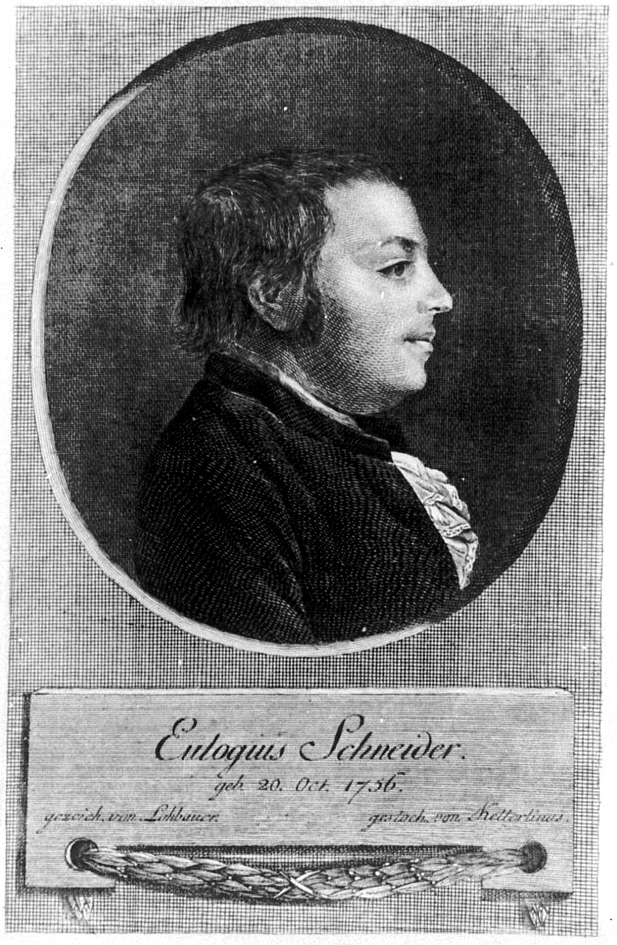
Eulogius Schneider

Eulogius Schneider (* 20. Oktober 1756 in Wipfeld am Main als Johann Georg Schneider; † 1. April 1794 in Paris) war Franziskaner, Professor in Bonn und Jakobiner in Straßburg.

## Leben
Johann Georg Schneider wurde als Sohn eines Winzers und dessen Ehefrau in Wipfeld geboren, einem Ort, der zum Hochstift Würzburg gehörte. Er hatte 10 Geschwister.

### In Würzburg
Seine Eltern sahen für den jüngsten Sohn die geistliche Laufbahn vor. Bei dem Chorherrn und Kanonikus des nahe gelegenen Klosters Heidenfeld, Valentin Fahrmann, begann der junge Schneider damit, die lateinische Sprache zu lernen. Fahrmann verschaffte seinem Schüler im Alter von 12 Jahren einen Platz im Würzburger Jungenkonvikt. Vom Konvikt aus besuchte Schneider in den nächsten fünf Jahren das Gymnasium, eine Einrichtung, die von den Jesuiten geführt wurde.
Zu einem offenen Konflikt zwischen Schneider und seinen Lehrern kam es, nachdem diese Schneiders erste Schreibversuche und seine Lektüre – darunter Romane und Gedichte von Klopstock und Gellert – entdeckten.
Nach dem Abschluss auf dem Gymnasium entschied der 17-jährige Schneider sich erst einmal gegen eine Ausbildung als Theologe. Stattdessen schrieb er sich an der Würzburger Universität in den Fächern Philosophie und Jurisprudenz ein. Für Schneider hatte das die Folge, aus dem Konvikt vor der Zeit exmittiert zu werden. Schneiders Entscheidung gegen die geistliche Laufbahn war zu diesem Zeitpunkt zugleich eine Entscheidung für ein Leben, das es ihm ermöglichte, seinen schriftstellerischen Neigungen nachzugehen. Für den Abbruch seines Studentenlebens waren jedoch nicht diese Neigungen ausschlaggebend, sondern die Tatsache, dass eine Liebesaffäre bekannt wurde. Wegen „vorehelicher copulation“ musste er ein Strafgeld in Höhe von zwei Reichstalern bezahlen. Schlimmer noch als das war, dass Schneider seinen Lebensunterhalt als Nachhilfelehrer verlor. Die Würzburger geistlichen Lehrer weigerten sich nach Bekanntwerden von Schneiders „Sündenfall“, ihre Schüler und Studenten bei Schneider unterrichten zu lassen. Ihm blieb nichts anderes übrig, als in das Haus der Eltern in Wipfeld zurückzukehren.

### Pater Eulogius
Auf Drängen seiner Eltern entschloss Schneider sich dazu, doch eine theologische Ausbildung zu beginnen. Als 21-Jähriger trat er im April 1777 in Bamberg dem Franziskanerorden bei und erhielt den Ordensnamen Eulogius (nach dem heiligen Eulogius von Córdoba). Zur Ausbildung als Priester gehörte die Teilnahme an einem dreijährigen Studienzyklus, der die Geschichte der Philosophie, Metaphysik, Logik, Moral, Kirchengeschichte, Mathematik und spekulative und experimentelle Physik beinhaltete. Rhetorik soll dem jungen Ordensmann am meisten Spaß gemacht haben.
Schneider verfasste in dieser Zeit das Dreifaltigkeitslied „Sei gelobt und hochgepriesen“, das heute noch im Würzburger, Hildesheimer und anderen Gotteslob-Diözesananhängen enthalten ist.
Im Anschluss an seine Zeit in Bamberg ging Schneider nach Salzburg, um dort sein Studium fortzusetzen und abzuschließen. Die Salzburger Bibliotheken erleichterten ihm den Zugang zu modernen literarischen und philosophischen Werken, beispielsweise zu den Werken der Aufklärer.
Nach Abschluss seines Studiums erhielt Eulogius Schneider in Salzburg die Priesterweihe.
Nach einer Tätigkeit als Lektor in Augsburg wurde er vermutlich vor allem wegen seines Rufs als begabter Kanzelredner 1786 Hofprediger am württembergischen Hof unter Herzog Carl Eugen. Weil Schneider aufklärerische Ideen vertrat, kam es bald zum Zerwürfnis mit dem Landesherrn, der damit drohte, den Hofprediger ins Kloster zurückzuschicken. 1789 wurde Schneider jedoch auf Vermittlung seines Landsmanns Thaddäus Trageser Professor für Literatur und Schöne Künste an der Universität Bonn. Schneiders Redetalent verschaffte seinen Vorlesungen bald großen Zulauf. Schneiders prominentester Schüler in Bonn war der junge Ludwig van Beethoven. Besondere Förderung gewährte Schneider Severin Anton Averdonk. Auch Friedrich Georg Pape nennt ihn als seinen Professor.

### Anhänger der französischen Revolution
Im selben Jahr, in dem er in Bonn die Professur antrat, verließ Eulogius Schneider den Franziskanerorden, da sein Dienstherr keinen Ordensangehörigen als Professor haben wollte, und wurde mit päpstlicher Erlaubnis „Weltpriester“. Im folgenden Jahr trat er als Autor von Schriften hervor (siehe Werke), die zunächst massiven Protest im Klerus des Erzbistums Köln auslösten, zu dem die Universität Bonn gehörte. Nachdem Schneiders Dienstherr Kurfürst Maximilian Franz zunächst einen Konflikt zu vermeiden suchte und ein Entlassungsgesuch des päpstlichen Nuntius ablehnte, reagierte er schließlich mit einem Verkaufsverbot. Schneiders öffentlicher Protest führte am 7. Juni 1791 zu seiner Entlassung.
1791 wurde Schneider in die Krefelder Freimaurerloge Zur vollkommenen Gleichheit aufgenommen, aus der er jedoch später ausgeschlossen wurde.
Als ein begeisterter Anhänger der Französischen Revolution verfasste er eine Ode auf die Revolution, die mit folgenden Strophen schließt:
Gefallen ist des Despotismus Kette,

Beglücktes Volk! von deiner Hand:

Des Fürsten Thron ward dir zur Freiheitsstätte

Das Königreich zum Vaterland.
Kein Federzug, kein: „Dies ist unser Wille“,

entscheidet mehr des Bürgers Los.

Dort lieget sie im Schutte, die Bastille,

Ein freier Mann ist der Franzos!

### Leben und Wirken in Straßburg

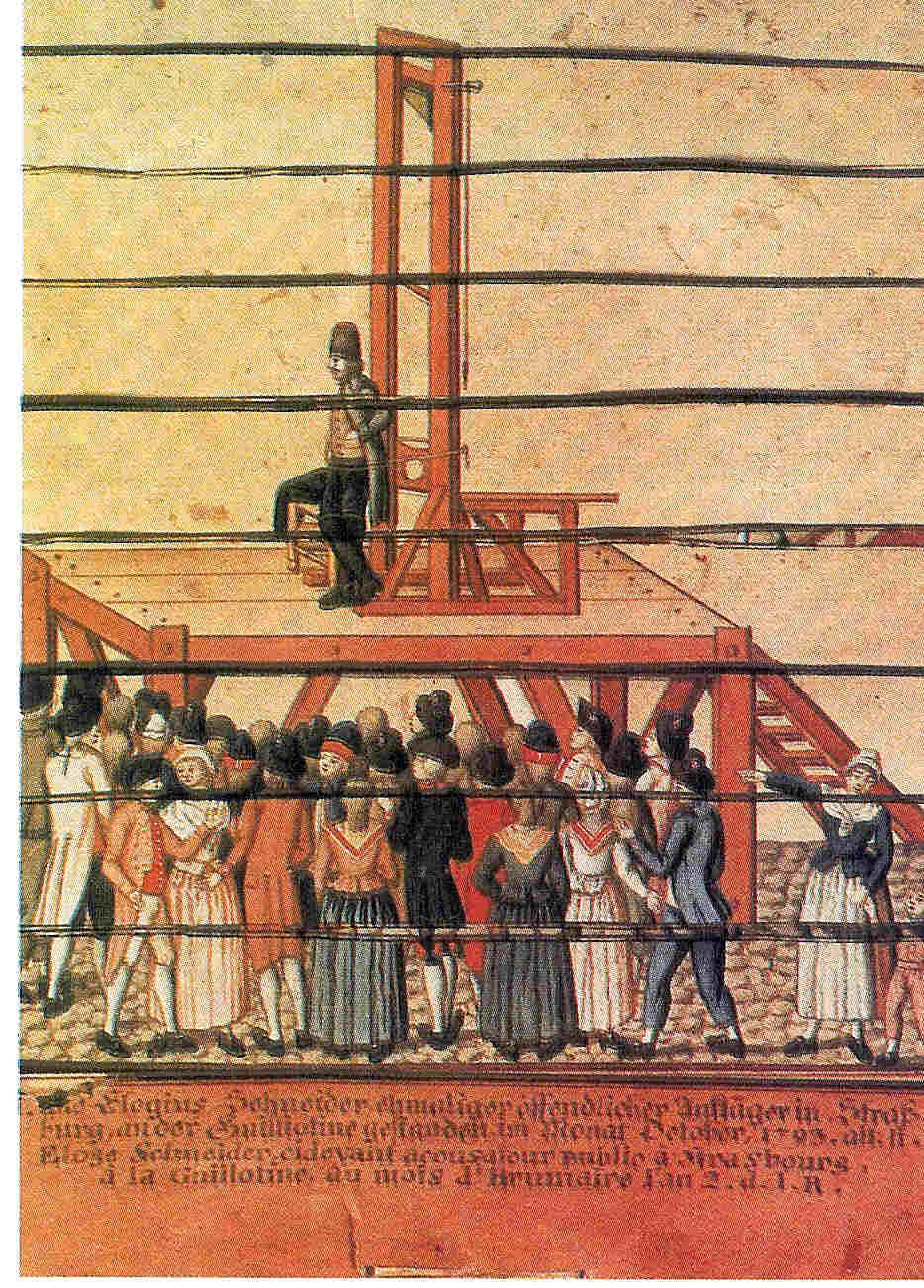
Eulogius Schneiders Anprangerung am 15. Dezember 1793 in Straßburg (gefesselt an der Guillotine auf dem Straßburger „Paradeplatz“)

1791 ging Schneider in das von der Revolution geprägte Straßburg und übernahm in den folgenden Jahren zahlreiche Ämter und Funktionen. Er war bischöflicher Vikar, Professor am Seminarium, Prediger im Straßburger Münster. Schließlich entfernte er sich immer weiter von seinem Priesteramt und wandte sich der revolutionären Bewegung zu. Er wurde Ratsherr, Herausgeber und verantwortlicher Redakteur der ab Juni 1792 veröffentlichten Zeitschrift „Argos“, zeitweilig Präsident des Straßburger Jakobinerclubs. Von September bis Dezember 1792 war er kommissarischer Bürgermeister von Haguenau. Dort setzte er die neue republikanische Ordnung durch, reorganisierte die Verwaltung und verbesserte das Armenwesen durch die Gründung einer Stiftung. Im Verlauf seiner zunehmenden Radikalisierung saß er zeitweise dem Überwachungs- und Sicherheitsausschuss vor, war Civilkommissar und Ankläger beim Revolutionstribunal. In dieser Position unterstützte er den Terror und verhängte rund dreißig Todesurteile. In dieser Zeit verfasste er auch die vermutlich erste deutsche Übersetzung der Marseillaise.
1793 heiratete Eulogius Schneider Sara Stamm, die Tochter eines Straßburger Weinhändlers.
Wenige Stunden nach seiner Heirat wurde Schneider am 15. Dezember auf Anweisungen Antoine de Saint-Justs und des Konventkommissars und „Abgeordneten in außerordentlicher Mission“ für das Elsass, Philippe-François-Joseph Le Bas, verhaftet und auf dem Straßburger „Paradeplatz“ an die Guillotine gebunden. Begründung: Schneider, „vormals Priester und geborener Untertan des (deutschen) Kaisers“, sei „gestern in Straßburg mit einer übermäßigen Pracht eingefahren, von sechs Pferden gezogen, von Gardisten mit bloßem Säbel umgeben“. Deshalb solle „gedachter Schneider heute (15. Dezember 1793) von zehn Uhr des Morgens bis zwei Uhr Nachmittags auf dem Schafott der Guillotine dem Volk zur Schau ausgestellt werden, um die den Sitten der entstehenden Republik angetane Schmach zu büßen.“ Anschließend sollte der Angeklagte „von Brigade zu Brigade zu dem Komitee des öffentlichen Wohls der Nationalkonvention nach Paris geführt werden!“

### Haft und Hinrichtung in Paris
Die Haft in Paris verbrachte Eulogius Schneider in der Abtei Saint-Germain-des-Prés. Dort teilte er die Zelle mit Graf Merville, einem aristokratischen Gegner der Revolution. Am 1. April 1794 wurde Eulogius Schneider in Paris mit der Guillotine hingerichtet. Die Hinrichtung Schneiders muss im Zusammenhang damit gesehen werden, dass der Wohlfahrtsausschuss um Robespierre, nachdem er die Girondisten und „rechten“ Kreise seiner Bergpartei um Danton liquidiert hatte, der Bourgeoisie das Zugeständnis machen musste, jetzt auch gegen die sozialrevolutionären Sansculotten, als deren Fürsprecher Schneider galt, vorzugehen. Zudem galt Schneider angesichts seines Kosmopolitismus, der insoweit den politischen Positionen der Gironde entsprach, als verdächtig.

## Stimmen zu Eulogius Schneider
Saint-Just und Lebas an Maximilian Robespierre, 14. Dez. 1793:

„Wir liefern dem Wohlfahrtsausschuss den Öffentlichen Ankläger beim Straßburger Revolutionstribunal ein. Es ist ein ehemaliger Priester, als Untertan des Kaisers geboren. Ehe er aus Straßburg fort kommt, wird er auf dem Schafott der Guillotine an den Pranger gestellt werden. Diese Strafe, die er sich durch sein freches Betragen zugezogen hat, war auch von der Notwendigkeit geboten, einen Druck auf die Fremden auszuüben. Glauben wir nicht an die kosmopolitischen Scharlatane, und vertrauen wir nur auf uns selbst.

Wir umarmen Sie von ganzem Herzen.“

Eulogius’ Schwester Marianne Schneider an Saint-Just:

„Straßburg, den 28. Frimaire II (18. Dez. 1793)

Bürger! Repräsentant!

Die tiefbetrübte Schwester des unglücklichen Schneiders steht vor Dir. Du bist Repräsentant eines gerechten, edlen Volks. Ist mein Bruder unschuldig, so verteidige ihn, es ist deine Pflicht. Ist er in Irrtümer gefallen, so unterstütze ihn, lass ihn nicht sinken, denn Du mußt wissen, daß seine Absichten immer gut und redlich waren. Ist er Verbrecher, oh, so erlaube, dass ich weine. Ich habe meine Pflicht getan als Schwester, tue Du die Deinige als Republikaner. Ich kann nichts als weinen, Du kannst handeln. Es lebe die Republik! Es lebe die Konvention!“

Paul Scheffer, Apotheker in Straßburg:

„Seit dieser hergelaufene deutsche Priester, dieser entkuttete Mönch und ehemalige Professor zu Bonn im Juni 1791 nach Straßburg kam, hat er unter den braven, emsigen und gottesfürchtigen Bewohnern dieses Landstrichs nur Zwietracht gesät und Unheil gestiftet. Dank sei den Kommissaren des Konvents, dass sie uns endlich von diesem Scheusal und bezahlten Agenten des Auslandes befreit haben!“

Moshua Salomon, jüdischer Handelsmann:

„Der citoyen Schneider war ein echter Patriot und Kosmopolit, ein Mann von Prinzipien. Hätte er nicht seine Hand schützend über uns gehalten und unsere eben erworbenen Bürgerrechte immer wieder verteidigt, mir und meinen jüdischen concitoyens wäre es in der Zeit der terreurs gar übel ergangen. Nicht wenige der geschworenen Feinde Judäas, deren es im Elsaß nur allzuviele gab, wollten uns eine ‹Promenade à la guillotine› empfehlen; das Geringste wäre noch unsere Vertreibung und Deportation gewesen, gegen die der citoyen Schneider immer wieder seine Stimme erhoben.“

1791 veröffentlichte der Heidelberger Theologieprofessor Heinrich Benedikt Fleischbein (1747–1793) gegen ihn die Schrift

„Des Herrn Eulogius Schneider Irrthümer und Gefährlichkeiten in der Rede von der Übereinstimmung des Evangeliums mit der neuen Staatsverfassung der Franken“

## Bedeutung und Nachleben

### Gedenkstätte
Das Literaturhaus Wipfeld beherbergt eine Dauerausstellung und präsentiert mittels Audiostationen Auszüge aus seinem Werk.

### Eulogius Schneider in der Literatur
2002 ist von Michael Schneider ein biografischer Roman über das Leben seines Namensvetters unter dem Titel Der Traum der Vernunft – Roman eines deutschen Jakobiners erschienen.

### Verfilmungen
Zwischen Mönchszelle und Guillotine, Südwestfunk 1989

## Schriften
- De philosophiae in sacro tribunali usu commentatio, 1786;
- Rede über die christliche Toleranz auf Katharinentag, 1785, gehalten zu Augsburg, 1786;
- Des heiligen Chrysostomus Kirchenvaters und Erzbischoffs zu Konstantinopel Reden über das Evangelium des heiligen Matthei. Aus dem Griechischen (nach der neuesten Pariser Ausgabe) übersetzt und mit Anmerkungen versehen von J[oh.] M[ichael] Feder u. E. Sch., 2 Bde., 4 Abt., 1786-88;
- Freymüthige Gedanken über den Werth und die Brauchbarkeit der Chrysostomischen Erklärungsreden über das Neue Testament und deren Uebersetzung, 1787;
- Oden eines Franziscaner Mönchs auf den Rettertod Leopolds von Braunschweig, 1787;
- Ode an die verehrungswürdigen Glieder der Lesegesellschaft zu Bonn, als das Bildniß unsers erhabenen Kurfürsten im Versammlungssaale feyerlich aufgestellt wurde, 1789;
- Rede über den gegenwärtigen Zustand, und die Hindernisse der schönen Litteratur im katholischen Deutschlande, 1789;
- Elegie an den sterbenden Kaiser Joseph II., Bonn 1790;
- Jesus als Sohn Gottes und als Lehrer der Menschheit, Bonn 1790 (Digitalisat)
- Probe einer neuen Uebersetzung Quintilians, Bonn 1790 (Digitalisat)
- Die ersten Grundsätze der schönen Künste überhaupt, und der schönen Schreibart insbesondere, 1790;
- Gedichte. Mit einem Portrait des Verfassers, Frankfurt am Main 1790 [Nachdr. 1985];
- Katechetischer Unterricht in den allgemeinsten Grundsätzen des praktischen Christenthums, 1790;
- Patriotische Rede über Joseph II. in höchster Gegenwart Sr. kurfürstl. Durchl. von Cöln, vor der literarischen Gesellschaft zu Bonn den 19. März 1790 gehalten, 1790;
- Predigt über den Zweck Jesu bey der Stiftung seiner Religion, gehalten in der Hofkapelle zu Bonn den 20. Dec. 1789, 1790;
- Trauerrede auf Joseph II. gehalten vor dem hohen Reichskammergerichte zu Wetzlar, 1790;
- Das Bild des guten Volkslehrers, entworfen in einer Predigt über Matth. VII, 15, am 17ten Sonntage nach Pfingsten, 1791;
- De novo rerum theologicarum in Francorum imperio ordine commentatio, 1791;
- Die Quellen des Undankes gegen Gott, den Stifter und Gründer unserer weisen Staatsverfassung, dargestellt in einer Predigt über Luk. XVII, 17, am 13ten Sonntage nach Pfingsten, 1791;
- Die Übereinstimmung des Evangeliums mit der neuen Staats-Verfassung der Franken. Eine Rede bey Ablegung des feyerlichen Bürgereides, 1791;
- Gespräch eines Referendarius, Camerarius und Landdechants über den sogenannten katholischen Unterricht in den allgemeinsten Grundsätzen des pracktischen Christenthums. Kaufmann, Düsseldorf 1791 (Digitalisat);
- Rede über die Priesterehe, der Gesellschaft von Konstitutionsfreunden am 11. Oct. 1791 in der Sitzung zu Strasburg vorgelesen. Aus dem Französischen übersetzt und mit Anmerkungen begleitet, 1791;
- Argos, oder der Mann mit hundert Augen, 4 Bde. [4. Bd. hrsg. v. Friedrich Butenschön und Johann Jakob Kämmerer] 1792–1794 [Nachdr. 1976];
- Auf die Erklärung der National-Versammlung Frankreichs an die Völker Europa's und die ganze Menschheit, in Rücksicht des bevorstehenden Krieges vom 29. December 1791, 1792;
- Auf Kaiser Leopolds II. Tod, 1792;
- Discours sur l'éducation des femmes, prononcé à la Société des Amis de la Constitution séante à Strasbourg, 1792;
- Gedächtnisrede auf Mirabeau vor der Gesellschaft der Constitutionsfreunde, 1792;
- Jesus der Volksfreund, 1792 (Universitätsbibliothek Tübingen);
- Politisches Glaubensbekenntnis, der Gesellschaft der Konstitutionsfreunde vorgelegt, 1792;
- Von einem deutschen Bauern am Rhein, 1792;
- Ernste Betrachtungen über sein trauriges Schicksal, nebst flüchtigem Rückblick auf seinen geführten Lebenswandel kurz vor seiner Hinrichtung von ihm selbst geschrieben, 1794;
- Der Guckkasten, ein komisches Gedicht in drey Gesängen. Aus seinen hinterlassenen Papieren, 1795;